# Герасимов, Виктор Яковлевич
Виктор Яковлевич Герасимов (1911—1999) — советский партийный и государственный деятель, председатель промышленного исполнительного комитета Саратовского областного Совета народных депутатов (1962—1964).

## Биография
Родился в 1911 году в Царицыне. Член ВКП(б) с 1939 года.
- 1931—1935 гг. — техник-конструктор, заведующий производством и главный механик на Саратовском деревообрабатывающем комбинате,
- 1938—1941 гг. — народный комиссар местной промышленности АССР Немцев Поволжья,
- 1941—1959 гг. — заведующий промышленным отделом Саратовского обкома КПСС, заместитель секретаря обкома КПСС по промышленности, заведующий отделом тяжелой промышленности Саратовского обкома КПСС, секретарь Саратовского горкома КПСС,
- 1959—1962 гг. — второй секретарь Саратовского областного комитета КПСС,
- 1962—1964 гг. — председатель исполнительного комитета Саратовского промышленного областного Совета,
- 1964—1971 гг. — второй секретарь Саратовского областного комитета КПСС.

## Награды
- три ордена Трудового Красного Знамени (в том числе 19.03.1971)
- орден Красной Звезды